# بيوتر موس
بيوتر موس (بالبولندية: Piotr Moss)‏ هو ملحن بولندي، ولد في 13 مايو 1949 في بيدغوشتش في بولندا.

## وصلات خارجية
- بيوتر موس على موقع IMDb (الإنجليزية)
- بيوتر موس على موقع ميوزك برينز (الإنجليزية)